# Piriápolis
Piriápolis – urugwajskie miasto leżące w departamencie Maldonado, godzinę jazdy na wschód od stolicy Urugwaju Montevideo. Ta położona na wybrzeżu letniskowa miejscowość założona została w 1893 roku. W roku 2004 mieszkało tutaj 7 899 mieszkańców.

## Ludność
W 2004 roku w Piriápolis mieszkało 7 899 osób.
| Rok  | Populacja | Mieszkania |
| ---- | --------- | ---------- |
| 1963 | 4 549     | 2 620      |
| 1975 | 5 240     | 3 661      |
| 1985 | 5 878     | 4 289      |
| 1996 | 7 570     | 5 640      |
| 2004 | 7 899     | 7 123      |

Źródło: Instituto Nacional de Estadística de Uruguay.